# Малые Сюрзи
Малые Сюрзи (удм. Сурӟи) — деревня в Увинском районе Удмуртии, входит в Удугучинское сельское поселение. Находится в 27 км к северо-востоку от посёлка Ува и в 63 км к северо-западу от Ижевска.

Население: 179 человек
Официальный язык: удмуртский, русский